# محمدآباد ادیمی
محمدآباد ادیمی روستایی در دهستان ادیمی بخش مرکزی شهرستان نیمروز استان سیستان و بلوچستان ایران است. بر پایه سرشماری عمومی نفوس و مسکن در سال ۱۳۹۰ جمعیت این روستا ۱۳۲ نفر (در ۴۰ خانوار) بوده است.